# Simbescalina
La simbescalina, o 3,5-dietoxi-4-metoxifenetilamina és una droga psicodèlica poc coneguda. És un isòmer de l'asimbescalina. Fou sintetitzada per primer cop per Alexander Shulgin. Al seu llibre PIHKAL (Phenethylamines I Have Known and Loved), la dosi emprada és de 240 mg, i la durada de l'efecte de 10 a 15 hores. La simbescalina causa pocs efectes, entre els quals destaca l'elevació de l'estat d'alerta. Existeixen poques dades més sobre la seva farmacologia i toxicitat.